# Вуассан
Вуассан (фр. Voissant) — коммуна во Франции, находится в регионе Рона — Альпы. Департамент коммуны — Изер. Входит в состав кантона Шартрёз-Гье. Округ коммуны — Ла-Тур-дю-Пен.
Код INSEE коммуны — 38564. Население коммуны на 2006 год составляло 215 человек. Населённый пункт находится на высоте от 269 до 788 метров над уровнем моря. Муниципалитет расположен на расстоянии около 460 км юго-восточнее Парижа, 75 км юго-восточнее Лиона, 33 км севернее Гренобля. Мэр коммуны — M. Lucien Bertet, мандат действует на протяжении 2008—2014 гг.
Динамика населения (INSEE):